# Хохряков, Фёдор Павлович
Фёдор Павлович Хохряков (1 марта 1925 — 21 июля 1944) — командир 2-го огневого взвода 3-й батареи 1071-го истребительно-противотанкового артиллерийского полка 4-го гвардейского Кубанского казачьего кавалерийского корпуса 1-го Белорусского фронта, младший лейтенант. Герой Советского Союза.

## Биография
Родился 1 марта 1925 года в селе Юговское ныне Кунгурского района Пермского края в крестьянской семье. С июля 1941 года по март 1943 года работал помощником счетовода в колхозе «Всходы Коммуны».
В Красную Армию призван в марте 1943 года Кунгурским райвоенкоматом Молотовской области. В марте 1944 года окончил Смоленское артиллерийское училище, находившееся в эвакуации в городе Ирбит Свердловской области. На фронте в Великую Отечественную войну с 1944 года.
Командир 2-го огневого взвода 3-й батареи 1071-го истребительно-противотанкового артиллерийского полка комсомолец младший лейтенант Фёдор Хохряков особо отличился в боях в ходе Люблин-Брестской наступательной операции Красной Армии. Девятнадцатилетний командир-артиллерист Ф. П. Хохряков с бойцами вверенного ему 2-го огневого взвода 3-й батареи в период с 18 по 21 июля 1944 года в боях у деревни Видомля Каменецкого района Брестской области Белоруссии подбил четыре танка противника, подавил огонь шести вражеских огневых точек. Погиб в бою 21 июля 1944 года. Похоронен в месте своего последнего боя — деревне Видомля. В 1960 году его прах перезахоронен в братскую могилу в сквере в центре посёлка городского типа — с 1983 года и города Каменец Брестской области Белоруссии, — в которой покоятся 1544 воина Красной Армии и 68 партизан, и над которой в 1975 году возведён железобетонный монумент со скульптурной фигурой скорбящего воина, высотой одиннадцать метров.
Указом Президиума Верховного Совета СССР от 25 сентября 1944 года за образцовое выполнение боевых заданий командования и проявленные при этом отвагу и геройство младшему лейтенанту Хохрякову Фёдору Павловичу посмертно присвоено звание Героя Советского Союза.

## Награды и звания
- Герой Советского Союза (25.9.1944)
- Награждён орденом Ленина, медалью

## Память
- Именем Фёдора Xохрякова названа улица в городе Каменец.
- Имя Ф. Хохрякова присвоено средней школе в аг. Видомля Каменецкого района Брестской области[1].
- Имя Героя на его малой родине — в Пермском крае — носили пионерская дружина Юговской школы и колхоз в Кунгурском районе.